# Guillaume de Veluten
 (avril 2025).

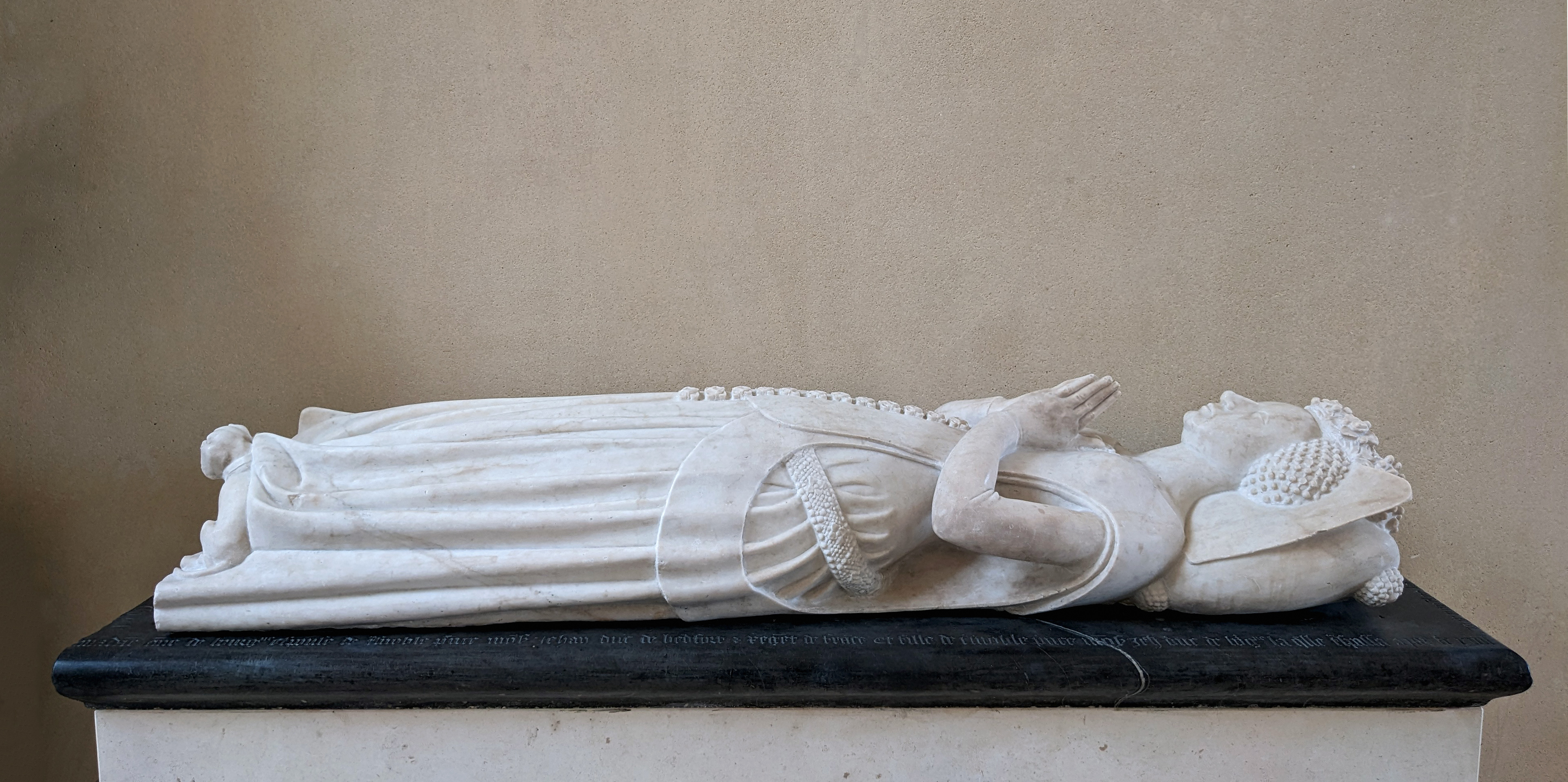
Gisant d'Anne de Bourgogne, duchesse de Bedford, vers 1436-1444, Paris, musée du Louvre

Guillaume de Veluten ou Veluton ou Vluten (né dans les Flandres, avant 1400 – mort peut-être à Paris, avant 1445) est un sculpteur du XVe siècle.
Sa seule œuvre connue est le tombeau du corps d’Anne de Bourgogne, duchesse de Bedford, morte le 14 novembre 1432, sœur du duc de Bourgogne Philippe le Bon et épouse du duc de Bedford, Jean de Lancastre, régent de France. En avril 1435, le duc de Bourgogne et son épouse se rendent à Paris et font célébrer au monastère des Célestins un service à la mémoire de la duchesse, inhumée dans l’église (tandis que son cœur repose dans l’église des Augustins). Le tombeau est commandé par Philippe le Bon vers 1436-1437, pour être placé dans l’église des Célestins. Pour réaliser le tombeau, Guillaume de Veluten loue pendant huit ans un logis à Paris, financé par le duc. Le monument est terminé avant septembre 1444 mais n'est mis en place définitivement qu'en 1456, dans un enfeu creusé dans le mur sud du chœur de l’église. Le gisant est posé sur une dalle de marbre noir, portant une épitaphe gravée, surmontant au moins huit statuettes de marbre (cinq pleurants accompagnés des effigies de Jean de Lancastre, de Philippe le Bon et de Jean sans Peur). Le tombeau complet est connu par un dessin de François Roger de Gaignières (dans sa forme remaniée au début du XVIIe siècle). Un compte du duc de Bourgogne, allant de la période du 1er avril 1444 au 31 mars 1445, indique que la veuve du sculpteur a été partiellement payée pour l’œuvre de son mari. Le 2 décembre 1450, un paiement est encore accordé à sa veuve et à ses héritiers pour cette œuvre.
Il ne doit pas être confondu avec Guillaume de Vlueton, orfèvre brugeois actif à la cour de Bourgogne dans les années 1440 et 1450. 

## Liste des œuvres
- Gisant d’Anne de Bourgogne, duchesse de Bedford, vers 1436-1444, marbre, Paris, musée du Louvre
- Pleurant du tombeau de la duchesse de Bedford, vers 1436-1444, marbre, Paris, musée du Louvre (dépôt du musée de Cluny)
- Pleurant du tombeau de la duchesse de Bedford, vers 1436-1444, marbre, Paris, musée du Louvre